# Elisabeth Ruttkay
Elisabeth Ruttkay (18 de junio de 1926 - 25 de febrero de 2009) era una ciudadana austriaca nacida en Hungría, que era una importante arqueóloga especializada en estudios de la Nueva Edad de Piedra y la Edad del Bronce en Austria. Fue la ganadora del Premio de Promoción de Baja Austria y de la Cruz de Honor de Austria para la Ciencia y el Arte.

## Infancia
Erzsébet Kiss nació el 18 de junio de 1926 en Pécs, Reino de Hungría . Kiss se casó con Zoltan von Ruttkay en 1943 a la edad de 17 años y se graduó de la escuela secundaria al año siguiente. Estudió lengua y literatura húngaras en la Universidad Católica Pázmány Péter y más tarde en la Universidad Eötvös Loránd en Budapest, obteniendo su diploma.

## Carrera
Después de graduarse, Ruttkay fue a trabajar a la Universidad Pázmány Péter con el profesor Miklós Zsiray en el Instituto de Lenguas Finno-Ugric de la universidad, hasta la muerte de Zsiray en 1955. Al año siguiente, ella y su esposo abandonaron Hungría y se mudaron a Austria, donde pasó dos años como directora en el Gimnasio Húngaro en Innsbruck. . En 1958, reanudó sus estudios con el profesor Richard Pittioni en la Universidad de Viena, estudiando prehistoria, historia temprana e historia del arte. Después de su matriculación, Ruttkay solicitó la nacionalización austriaca y se nacionalizó en 1961. Al año siguiente, comenzó a trabajar en el National Museum of Burgenland en Eisenstadt, donde permaneció durante seis años.
En 1968, Ruttkay fue a trabajar al Museo de Historia Natural de Viena, inicialmente haciendo inventario y empaquetando artefactos para el Departamento de Prehistoria. En 1970, comenzó las investigaciones arqueológicas en Jennyberg cerca de Mödling, centrándose en el desarrollo neolítico de Europa Central. Ese mismo año, ella escribió un informe sobre una comunidad minera de sílex del Neolítico en Antonshöhe cerca de Mauer, que fue uno de los primeros complejos industriales en la Baja Austria y la única mina de pozo profundo conocida en el país desde ese período. A principios de la década de 1970, Ruttkay comenzó a excavar en Prellenkirchen, lo que despertó interés en una evaluación sistemática de la cultura de la cerámica lineal de Austria (en alemán: Linearbandkeramik Kulture (LBK) ) Ella acuñó el término "Vornotenkopfkeramik" (Antes de la nota musical de cerámica) en 1976, para referirse a los grupos LBK más antiguos conocidos en Austria, y se refería a los alfareros que usaban una decoración lineal simple, sus macetas de cerámica con materia vegetal.
Completando su doctorado en Filosofía 1979, con una disertación de Das Neolithikum mit bemalter Keramik en Österreich. Eine chronologisch – kulturhistorische Untersuchung (La cerámica pintada neolítica en Austria. Un estudio histórico-cultural-cronológico, 1978) de la Universidad de Viena, Ruttkay continuó su investigación en una línea de tiempo para las culturas prehistóricas austriacas. Sus estudios incluyeron muchos grupos culturales, como el Grupo de cerámica pintada de Moravia-Este de Austria (en alemán: Mährisch-Ostösterreichische Gruppe der Bemaltkeramik (MOG) ) en 1979, el Grupo Baalberger Moravia-Austriaco (en alemán: Mährisch-Österreichische Baalberger Gruppe ) en 1979 y nuevamente en 1989 y el Grupo Attersee de la Edad de Bronce (en alemán: Bronzezeitliche Attersee-Gruppe ) en 1981, entre otros. El Grupo Attersee y la Cultura Mondsee vivían a lo largo de las orillas del lago de Alta Austria y su cerámica se caracterizaba por diseños de arcos, líneas y bandas de galón, discos solares y triángulos. El estudio de Ruttkay sobre el Mondsee fue uno de los trabajos más relevantes sobre la cultura y estableció una cronología aún en uso, que luego se confirmó con la datación por radiocarbono.
En 1982, el esposo de Ruttkay murió después de una larga enfermedad. Al año siguiente, fue nombrada Alta Consejera del Departamento de Prehistoria, convirtiéndose en directora de la biblioteca del museo. En 1983, Ruttkay se casó con el filósofo Tibor Hanák, uno de los principales editores de Radio Free Europe, quien conocía desde sus días de enseñanza en Innsbruck. Durante su mandato como directora de la biblioteca, se agregaron entre 4000 y 5000 libros nuevos a la colección sobre temas prehistóricos. Se retiró del Departamento en 1991, pero continuó su investigación, completando el análisis de la fase de (en alemán: Fazies Wachberg ) en 1995 y la fase Neusiedl (en alemán: Fazies Neusiedl ) en 2002. Hasta su muerte, continuó publicando trabajos sobre el desarrollo cultural austriaco.

## Muerte y legado

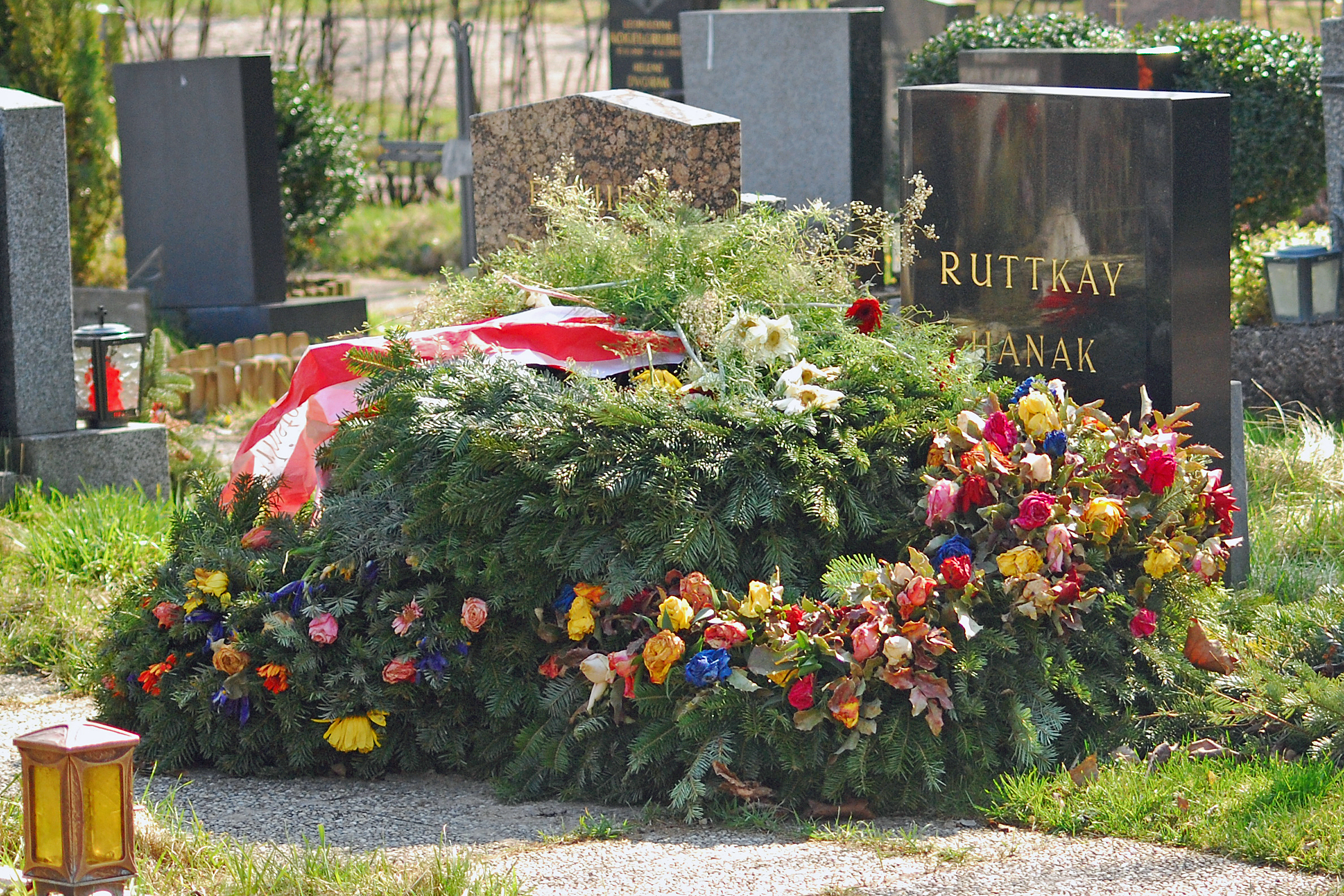
Tumba de Elisabeth Ruttkay, Feuerhalle Simmering, Viena

Profesora de prehistoria Johannes-Wolfgang Neugebauer apodado Ruttkay la "gran dama de la investigación neolítica austriaca". Sus contribuciones al estudio de la Edad Neolítica de Austria fueron reconocidas por muchos premios, incluido el recibo del Premio de Promoción de Baja Austria ( en alemán: Förderungspreis Niederösterreichs ), que reconoce las contribuciones al desarrollo de la Baja Austria, en 1987 y la recepción de la Cruz de Honor de Austria para la Ciencia y el Arte al año siguiente. Ruttkay murió el 25 de febrero de 2009 en Viena y fue incinerada en Feuerhalle Simmering, donde también están enterradas sus cenizas.